# فلده
فلده (به آلمانی: Felde) یک شهر در آلمان است که در رندسبورگ-اکرنفورده واقع شده‌است.
 فلده  ۲٬۰۷۲ نفر جمعیت دارد.